# Мегафлора
Мегафлора (от гръцки: μέγας „голям“, от латински: flora „растителност“) е събирателен термин, с който се обозначават изключително големи по размерите си растителни видове. Примерите за мегафлора включват голям брой вече изчезнали растителни видове от мезозоя и някои видове от съвременността:
- Африка: Adansonia digitata (същински баобаб)
- Океания: Eucalyptus regnans (царски евкалипт)
- Евразия: Ficus benghalensis (бенгалски фикус)
- Централна и Южна Америка: Ceroxylon quindiuense (восъчна палма)
- Северна Америка: Sequoia sempervirens (секвоя)

## Галерия
- Adansonia digitata
- Eucalyptus regnans
- Ficus benghalensis
- Ceroxylon quindiuense
- Sequoia sempervirens